# Alternativbank
Alternativbanken, auch alternative Banken genannt (engl. alternative bank, frz. banque alternative, sp. banca alternativa), sind Universal- und Geschäftsbanken, die meist genossenschaftlich verfasst sind und sich insbesondere auf nachhaltig ausgerichtete Anlagen und Investitionen spezialisieren (siehe nachhaltiges Banking, ethisches Investment), die also bestimmten ethischen, religiösen, kirchlichen, ökologischen, sozialen oder politischen Prinzipien und Anliegen verpflichtet sind. Sie unterscheiden sich generell von herkömmlichen Banken in der Relativierung des Renditeprinzips und in ihrer stärkeren Orientierung am Stakeholder-Prinzip gegenüber dem Shareholderprinzip.

## Begriff
Die Begrifflichkeit ist oft unscharf, so werden alternative Banken auch gelegentlich als ökologische, ethische oder soziale Banken bezeichnet. Die meisten alternativen Banken verbinden außerdem mehrere Prinzipien. Viele alternative Banken haben eine der charakterisierenden Bezeichnungen im Namen.
Im englischsprachigen Raum werden unter dem Begriff alternative banks lediglich Genossenschaftsbanken (cooperative banks), staatliche Sparkassen (government savings banks) Landesbanken und Zweckgesellschaften (special purpose banks) verstanden, deren gemeinsames Merkmal die Abwesenheit des Profitprinzips ist. Aber auch ein dem deutschen Verständnis entsprechender Gebrauch des Ausdrucks kommt vor.

## Alternativbanken in Europa

### Soziale Banken
In manchen Ländern versteht man unter sozialen Banken gemeinnützige öffentliche Leihhäuser und Sozialbanken, die sich um finanzschwache Kunden kümmern, die keinen Zugang zum regulären Banksystem haben.
- Bank für Sozialwirtschaft, Hausbank der Wohlfahrtsverbände

### Religiös gebundene Banken

#### Kirchliche Banken

##### Katholische Alternativbanken

###### Deutschland
- Bank für Kirche und Caritas in Paderborn
- Pax-Bank in Köln
- Bank für Orden und Mission
- Steyler Bank in Sankt Augustin
- Bank im Bistum Essen in Essen

##### Evangelische Alternativbanken

###### Deutschland
- Bank für Kirche und Diakonie eG – KD-Bank in Dortmund[9]

#### Islamische Banken

##### Deutschland
- KT-Bank[10]

##### Großbritannien
- Islamic Bank of Britain[11]

### Banken mit anthroposophischem Hintergrund
- GLS-Bank, Bochum; Filialen in Frankfurt a. M., Freiburg, Hamburg, Stuttgart, Berlin, München
- Triodos-Bank, Niederlande; Filialen in Belgien, Großbritannien, Deutschland, Spanien und Frankreich
- Freie Gemeinschaftsbank, Basel, Schweiz

### Gemeinwohl-Banken
- Projekt Bank für Gemeinwohl, Österreich

### Ethikbanken

#### Dänemark
- Andelskassen Oikos
- Dragsholm Sparekasse
- Folkesparekassen
- Merkur Andelskasse

#### Spanien
- Colonya Caixa Pollença
- Caixa Ontinyent
- Coop57
- Fiare
- Triodos Bank

#### Großbritannien
- The Co-operative Bank
- Ecology Building Society
- Reliance Bank
- Shared Interest
- Unity Trust Bank
- Charity Bank

Niederlande
- Triodos Bank

#### Österreich
- Österreich: EthikBank

#### Belgien
- Belgien: Triodos Bank

#### Ungarn
- MagNet Bank

#### Norwegen
- Cultura Bank

#### Schweden
- JAK members bank
- Ekobanken

#### Deutschland
- EthikBank

#### Frankreich
- La Nef, erste französische Ethikbank[12]
- Crédit coopératif

#### Italien
- Fiare Banca Etica, italienische Ethikbank, 2005
- Banca Popolare Etica, erste italienische Ethikbank, 1998

### Ökologische Banken

#### Deutschland
- Ökobank, Frankfurt a. M.
- Umweltbank, Nürnberg[13]

#### Schweiz
- Alternative Bank Schweiz (ABS), Olten
- GEO-Bank, Genf

## Nordamerika

### Kanada
- ATB Financial, Edmonton, Alberta

### USA
- Urban Partnership Bank, Chicago (Nachfolgerin der ShoreBank)
- RSF Social Finance, San Francisco
- New Resource Bank, San Francisco
- First Green Bank, Mount Dora, Florida
- One Pacific Coast Bank, in Oakland, Seattle, Portland und Ilwaco, Washington.
- Spring Bank, Bronx, New York

## Oceania

### Australia
- Bankmecu

### New Zealand
- Prometheu